# Bobby Orr
Robert Gordon „Bobby“ Orr OC (* 20. März 1948 in Parry Sound, Ontario) ist ein ehemaliger kanadischer Eishockeyspieler. Von 1966 bis 1978 spielte er für die Boston Bruins und die Chicago Black Hawks in der National Hockey League (NHL) auf der Position eines Verteidigers. Orr revolutionierte die Position des Abwehrspielers durch sein starkes Offensivspiel und gilt gemeinhin als einer der besten Spieler aller Zeiten. In seiner zwölf Spielzeiten dauernden NHL-Karriere gewann er zweimal mit den Bruins den Stanley Cup. In den Spielzeiten 1969/70 und 1974/75 wurde ihm für die meisten erzielten Scorerpunkte die Art Ross Trophy verliehen – er ist bis heute der einzige Verteidiger, der diese Auszeichnung gewinnen konnte. Darüber hinaus wurde er von 1970 bis 1972 dreimal in Folge als wertvollster Spieler der NHL geehrt sowie von 1968 bis 1975 acht Spielzeiten in Folge zum besten Verteidiger der Liga ernannt.
Auf internationaler Ebene gewann Orr mit der kanadischen Nationalmannschaft den Canada Cup 1976. Auf Grund zahlreicher Verletzungen, besonders am linken Knie, musste Bobby Orr seine Spielerkarriere im November 1978 beenden. Die Hockey Hall of Fame verzichtete daraufhin auf die dafür übliche Mindestwartezeit von drei Jahren und nahm ihn bereits am 12. September 1979 auf. Die Boston Bruins ehrten Bobby Orr damit, dass seine Rückennummer 4 seit 1979 nicht mehr vergeben wird.
Obwohl Orr bereits zu Beginn seiner Karriere der bestbezahlte Spieler der National Hockey League war, offenbarte ihm nach seinem Karriereende ein Steuerberater, dass er auf Grund krimineller Machenschaften seines langjährigen Agenten Alan Eagleson nahezu bankrott wäre. Nach einigen Gerichtsprozessen erhielt er einen Teil seines ausstehenden Gehalts zurück, und Eagleson wurde zu einer Gefängnisstrafe verurteilt. Seit 1996 ist Orr Spieleragent; 2002 gründete er die The Orr Hockey Group. Daneben ist er seit 1996 regelmäßig im Rahmen des CHL Top Prospects Game Trainer eines Juniorenteams.

## Karriere

### Frühe Jahre (1948–1966)

#### Herkunft und erste Schritte
Bobby Orr hat irische Vorfahren, sein Großvater Robert Orr wanderte mit seiner Familie zu Beginn des 20. Jahrhunderts nach Kanada aus. Sein Vater Doug Orr war ein guter Eishockeyspieler, er erhielt 1942 ein Vertragsangebot des US-Eishockeyteams Atlantic City Seagulls aus der Eastern Hockey League, entschied sich aber für den Eintritt in die kanadische Marine, um im Zweiten Weltkrieg seinem Land zu dienen.
Am 20. März 1948 wurde Bobby Orr in der Kleinstadt Parry Sound in der kanadischen Provinz Ontario als Drittes von insgesamt fünf Kindern geboren. Im Alter von vier Jahren bekam er von seinem Vater sein erstes Paar Schlittschuhe geschenkt, ein Jahr später nahm er an seinem ersten Eishockeyturnier teil. Als Heranwachsender spielte Bobby Orr zunächst als Stürmer. Als Elfjähriger wurde Orr von Wilfred „Bucko“ McDonald trainiert, der in den 1930er und 1940er Jahren als Verteidiger in der National Hockey League aktiv gewesen war. Er entdeckte in Orr ein außergewöhnliches Talent und motivierte ihn dazu – gegen den Willen seines Vaters, der seinen Sohn lieber weiterhin im Angriff gesehen hätte – in die Verteidigung zu wechseln, brachte ihm die Grundlagen des Abwehrspiels bei und empfahl ihm, dabei auch seine offensiven Anlagen einzusetzen.
Bei einem Juniorenturnier im März 1960 in Gananoque, Ontario, wurden erstmals Scouts der NHL auf Orr aufmerksam. Anschließend warben vor allem die Boston Bruins um den jungen Spieler. Wren Blair, ein Spieleragent der Bruins, stattete der Familie Orr regelmäßig Besuche ab, und die Bruins bemühten sich durch finanzielle Zuwendungen an das örtliche Juniorenteam, seine Gunst zu gewinnen. Obwohl sich zahlreiche weitere NHL-Vereine um ihn bemüht hatten, unterschrieb der 14-jährige Bobby Orr am 3. September 1962 schließlich einen mit 2800 US-Dollar dotierten Amateurvertrag bei den Boston Bruins.

#### Oshawa Generals
1962 debütierte Bobby Orr in der Metro Junior A League für die Oshawa Generals, das neugegründete Junioren-Farmteam der Boston Bruins. Der 14-Jährige musste sich hier gegen bis zu sechs Jahre ältere Gegenspieler bewähren. Gleich in seinem ersten Jahr wurde er für das All-Star-Game nominiert. Nach der Saison löste sich die Metro Junior A League auf Grund finanzieller Probleme auf. Die Oshawa Generals sowie die Toronto Marlboros wurden daraufhin in die Ontario Hockey Association (OHA) aufgenommen. Zu Beginn der Saison zog Bobby Orr von seinem Heimatort Parry Sound nach Oshawa zu einer Gastfamilie. Die erste Spielzeit in der OHA verlief äußerst erfolgreich für ihn. Mit 29 Toren in der regulären Saison setzte er eine neue Rekordmarke für Verteidiger. In den darauf folgenden Spielzeiten erhöhte sich seine Punktausbeute noch, und er wurde in jedem seiner drei Jahre in der OHA für das All-Star-Team nominiert.
Seine erfolgreichste Spielzeit als Junior war die vierte und letzte Saison 1965/66. Er verbesserte mit 38 Toren seinen eigenen Rekord, insgesamt kam er auf 94 Scorerpunkte in 47 Spielen. Die Oshawa Generals beendeten die reguläre Saison auf dem vierten Platz. In den folgenden Play-offs besiegten sie die St. Catharines Black Hawks, die Montréal Junior Canadiens und die Kitchener Rangers und gewannen schließlich den J. Ross Robertson Cup. Nach weiteren Siegen gegen die North Bay Trappers und den Shawinigan Bruins erspielten sich die Generals die Teilnahme am Memorial Cup.
Im Spiel gegen Shawinigan verletzte sich Orr jedoch an der Leiste, was eine Teilnahme am Finale in Frage stellte. Das Memorial-Cup-Finale wurde von den Oshawa Generals als letzte Gelegenheit, Bobby Orr als Junior spielen zu sehen, propagiert, wobei die Mannschaft um einen Einsatz ihres Starspielers bangen musste. Bobby Orr und seine Eltern bestanden allerdings auf einer Teilnahme am Finalspiel. Die Boston Bruins hingegen verlangten von den Generals, auf den Einsatz von Orr zu verzichten, um eine schlimmere Verletzung zu vermeiden. Bei dieser Direktive riskierten die Bruins, dass Bobby Orr möglicherweise nie für die Bruins auflaufen würde, da er noch keinen Profivertrag unterschrieben hatte. Das Finalspiel gegen die Edmonton Oil Kings ging verloren. Oshawas Trainer Bep Guidolin setzte Bobby Orr in diesem Spiel ein und wurde daraufhin entlassen.
Orrs Rückennummer 2 ist seit seinem Wechsel in die National Hockey League nicht mehr von den Oshawa Generals vergeben worden und am 27. November 2008 offiziell vom Verein gesperrt.

#### Alan Eagleson
Nachdem Doug Orr bei Wren Blair 1964 mit der Anfrage nach einem höheren Gehalt für seinen Sohn aufgelaufen war, hatte er bei einem Softball-Juniorenturnier in Parry Sound den Torontoer Anwalt Alan Eagleson kennengelernt und diesen um Hilfe gebeten. Eagleson sagte ihm zu, bis zu Bobby Orrs 18. Geburtstag unentgeltlich seine Interessen zu vertreten. Bobby Orr und Alan Eagleson bauten in dieser Zeit eine enge Beziehung auf und besprachen fortan sämtliche Zukunftspläne, ohne dass Bobbys Vater Doug Orr hinzugezogen wurde. In einem Interview 1990 gestand Bobby Orr später ein, dass Eagleson stets die volle Kontrolle über seine Geschäfte hatte und er ihm wie einem Bruder vertraut habe.
1966 hatte Bobby Orr das nötige Alter erreicht, um in der NHL zu spielen zu dürfen. Eagleson wollte bei den anstehenden Vertragsgesprächen mit den Boston Bruins den höchstmöglichen Betrag aushandeln. Nach langen Verhandlungen mit dem General Manager der Bruins, Hap Emms, unterschrieb Orr einen Zweijahresvertrag über 50.000 US-Dollar, zudem erhielt er eine Unterschriftsprämie in Höhe von 25.000 US-Dollar. Dieses war der teuerste Vertrag, den je ein Neuprofi in der NHL unterschrieben hatte, zeitgleich war Orr damit der bestbezahlte Spieler der gesamten Liga.
Eagleson wurde später Vorstandsmitglied der neugegründeten Spielergewerkschaft National Hockey League Players’ Association (NHLPA) und verwaltete sämtliche finanziellen Angelegenheiten Orrs und anderer Klienten. Dabei schreckte er vor kriminellen Handlungen nicht zurück und zweigte unter anderem die Gehälter seiner Spieler sowie Gelder der NHLPA in seine eigene Tasche ab. 1998 wurde er wegen dieser und anderer Vergehen zu einer Gefängnisstrafe verurteilt.

### Boston Bruins (1966–1976)

#### Die ersten Jahre in der NHL

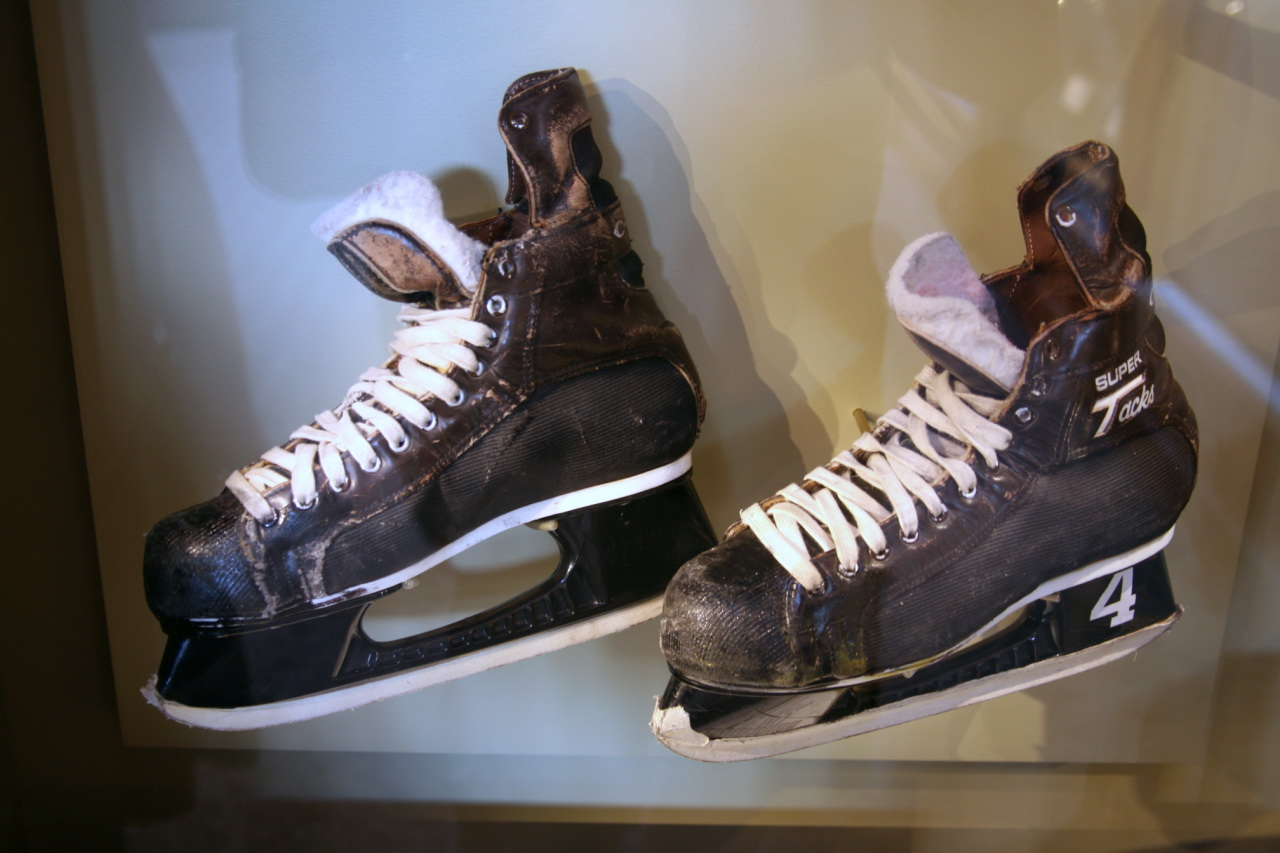
Bobby Orrs Schlittschuhe aus der Saison 1969/70

Bobby Orr gab sein Debüt in der National Hockey League in der Saison 1966/67. Er bekam im Trainingslager vor Beginn der Spielzeit von den Boston Bruins die Rückennummer 27 zugeteilt, wechselte jedoch noch vor Saisonstart zur Nummer 4, nachdem er die ihm angebotene Rückennummer 5, die vorher von Boston-Star Dit Clapper getragen wurde, abgelehnt hatte. Die Bruins waren zunächst nicht davon überzeugt, Orr als Verteidiger spielen zu lassen, woraufhin er in den Saisonvorbereitungsspielen als Center eingesetzt wurde. In der NHL spielte er jedoch wieder auf seiner angelernten Position. Sein erstes NHL-Spiel bestritt Bobby Orr am 19. Oktober 1966 gegen die Detroit Red Wings, dabei erzielte er eine Vorlage. Drei Tage später erzielte er im Boston Garden bei einem Spiel gegen die Montréal Canadiens mit einem Schlagschuss sein erstes Tor, was vom Bostoner Publikum mit stehenden Ovationen gefeiert wurde.
Am 4. Dezember 1966 verletzte sich Bobby Orr nach einem Bodycheck entlang der Bande von Marcel Pronovost von den Toronto Maple Leafs erstmals am linken Knie und musste die folgenden neun Spiele pausieren. Die Boston Bruins beendeten die NHL-Saison 1966/67 auf dem letzten Platz, die Zuschauerzahl nahm jedoch im Vergleich zur vorherigen Saison stark zu. Orr beendete seine Rookie-Saison mit 13 Toren und 28 Assists in 61 Spielen, was einen neuen Punkterekord für Rookie-Verteidiger in der Liga bedeutete. Im Anschluss an diese Saison wurde Bobby Orr auf Grund seiner Leistungen mit der Calder Memorial Trophy ausgezeichnet, die jährlich an den besten Neuprofi der NHL vergeben wird. Darüber hinaus wurde Orr für das NHL All-Star-Team nominiert. Die James Norris Memorial Trophy für den besten Verteidiger der Liga erhielt in diesem Jahr New Yorks Harry Howell, auf Bobby Orr entfielen bei der Wahl die zweitmeisten Stimmen. Howell sagte bei der Preisverleihung, er sei froh über den Gewinn der Trophäe, da sie in den kommenden Jahren Bobby Orr gehören werde.
Während der NHL-Saison 1967/68 zog sich Orr im Dezember 1967 einen Schlüsselbeinbruch sowie eine Schultereckgelenksverrenkung zu. Nach seiner Rückkehr zum Team im Januar 1968 nahm er erstmals am NHL All-Star-Game teil. Nachdem die Schmerzen im linken Knie zu groß wurden, ließ er sich im Februar erstmals am linken Knie operieren, wobei ein Band repariert und Knorpelgewebe entfernt wurde. Er kehrte noch während der laufenden Saison zum Team zurück, ließ sich jedoch im Anschluss an die Spielzeit auf Grund einer Osteochondrosis erneut operieren.
Auf Grund seiner Verletzungen absolvierte der Verteidiger in seiner zweiten Spielzeit nur 46 Spiele. Neben Orr hatten auch die Neuverpflichtungen Phil Esposito, Ken Hodge und Fred Stanfield, sowie Rookie Derek Sanderson großen Anteil an Bostons erster Teilnahme an den Play-offs seit neun Jahren. Die Boston Bruins schieden in der ersten Play-off-Runde gegen die Montréal Canadiens aus. Obwohl Bobby Orr einen großen Teil der Vorrunde aussetzen musste, gewann er in dieser Spielzeit seine erste von insgesamt acht in Folge gewonnenen James Norris Memorial Trophys für den besten Abwehrspieler der NHL.
In der darauf folgenden Saison verzichtete Orr auf die übliche Saisonvorbereitung, um sein Knie zu schonen. Am 14. Dezember 1968 erzielte er in einem Spiel gegen die Chicago Black Hawks seinen ersten Hattrick, im selben Spiel steuerte er noch zwei Torvorlagen bei. Orr absolvierte 67 Spiele in der regulären Saison und erzielte dabei 21 Tore und insgesamt 64 Punkte, was in beiden Kategorien einen neuen Scoringrekord für Verteidiger bedeutete. In der ersten Runde der Play-offs 1969 trafen die Bruins auf die Toronto Maple Leafs mit Verteidiger Pat Quinn, mit dem Orr schon während eines Vorrundenspiels in Handgreiflichkeiten verwickelt gewesen war. Nach einem regelwidrigen Ellenbogencheck Quinns gegen Orrs Kopf blieb Orr zunächst bewusstlos auf dem Eis liegen und wurde in die Umkleidekabine gebracht, wo er sich von einem erlittenen Schädel-Hirn-Trauma erholte. Die Bruins gewannen dieses Spiel mit 10:0 und besiegten letztendlich die Maple Leafs in vier Spielen. In der nächsten Play-off-Runde traf Boston auf die Montréal Canadiens, gegen die das Team in sechs Spielen unterlag.

#### Stanley-Cup-Erfolge
In der Saison 1969/70 konnte Orr seine Punkteausbeute aus der Vorsaison fast verdoppeln, seine 120 erzielten Punkte waren nur sechs weniger als der damalige NHL-Rekord von Mittelstürmer und Teamkollege Phil Esposito, der in der Spielzeit zuvor 126 Punkte erzielt hatte. Es war das erste Mal in der NHL-Geschichte, dass ein Verteidiger mehr als 100 Punkte in einer Saison erzielte. Bis heute schafften das neben Orr nur Paul Coffey, Denis Potvin, Al MacInnis und Brian Leetch. Bobby Orr schloss die Saison als erfolgreichster Scorer ab und wurde mit der Art Ross Trophy ausgezeichnet, die jährlich an den besten Punktesammler der Vorrunde vergeben wird. Bis heute ist Orr der einzige Abwehrspieler in der Geschichte der National Hockey League, der die Liga in dieser Statistik anführte. Diesen Erfolg wiederholte er 1975. Neben der erneuten Auszeichnung als bester Verteidiger wurde Orr erstmals auch mit der Hart Memorial Trophy als wertvollster Spieler der regulären Saison geehrt.
In der ersten Runde der Play-offs 1970 besiegten die Boston Bruins die New York Rangers in der Best-of-Seven-Serie mit 4:2-Spielen, die nächste Runde gewannen die Bruins gegen Chicago mit 4:0. Im Stanley-Cup-Finale, der Meisterschaftsendrunde, lag Boston mit 3:0-Spielen gegen die St. Louis Blues in Führung. Im vierten Spiel im Boston Garden stand es zum Ende der regulären Spielzeit 3:3 unentschieden. In der im Sudden-Death-Modus ausgetragenen Verlängerung schoss Bobby Orr das entscheidende Tor, was bis heute als eines der berühmtesten Tore in der Geschichte der NHL gilt. Nach einem Doppelpass mit Teamkollege Derek Sanderson stand Orr frei vor dem gegnerischen Torhüter Glenn Hall und schoss den Puck an Hall vorbei ins Netz. Dabei wurde er von St. Louis’ Verteidiger Noël Picard zum Fallen gebracht, da sich sein Schläger in Orrs linkem Fuß verhakte. Das Foto vom „fliegenden“ Bobby Orr, der seine Arme zum Torjubel in die Höhe gestreckt hatte, gilt als das berühmteste in der Geschichte der National Hockey League. Am 10. Mai 2010 wurde vor der heutigen Spielstätte der Bruins, dem TD Garden, eine überlebensgroße Statue von diesem Moment enthüllt. Für die Boston Bruins war es die erste Meisterschaft seit 1941 und die vierte insgesamt. Orr wurde im Anschluss an die Saison mit der Conn Smythe Trophy ausgezeichnet, die jährlich an den wertvollsten Spieler der Play-offs vergeben wird.
Die Boston Bruins stellten in der folgenden Saison zahlreiche Offensiv-Rekorde auf und auch Bobby Orr erreichte einige bis heute gültige Rekorde. Seine in 78 Spielen erzielten 102 Torvorlagen und 139 Punkte sind bis heute von keinem anderen Verteidiger übertroffen worden und die 26. meisten Punkte, die bisher von einem Spieler während der regulären Saison erzielt wurden. Auch der Plus/Minus-Wert des Abwehrspielers von +124 ist seither unerreicht. Die Bruins gingen als Gesamterster in die Play-offs, dort schieden sie jedoch in der ersten Runde gegen die Montréal Canadiens aus. Orrs auslaufender Vertrag wurde im August 1971 um fünf Jahre verlängert und mit 200.000 US-Dollar pro Jahr vergütet. Damit war Orr der erste Spieler in der Geschichte der NHL, der einen Millionenvertrag erhielt.
Am Ende der regulären Saison der NHL-Saison 1971/72 standen die Bruins erneut auf dem ersten Platz und Bobby Orr erzielte zum dritten Mal in Folge in einer Spielzeit mehr als 100 Punkte. In den Play-offs spielte Boston in der ersten Runde gegen die Toronto Maple Leafs, die sie nach fünf Partien mit 4:1-Spielen besiegten. Im Meisterschaftshalbfinale trafen die Bruins auf die St. Louis Blues, die sie ohne Niederlage bezwangen. Im Stanley-Cup-Finale traf die Mannschaft auf die New York Rangers. Die Bruins gewannen die Serie mit 4:2-Siegen, Orr erzielte im sechsten und letzten Spiel den entscheidenden Treffer. Mit 24 Punkten in 15 Begegnungen war der Abwehrspieler gemeinsam mit Teamkollege Phil Esposito erfolgreichster Scorer der Play-offs. Im Anschluss an die Saison wurde Bobby Orr erneut mit der Conn Smythe Trophy ausgezeichnet, was ihm zum ersten Spieler machte, der die Trophäe zweimal gewann. Der Verteidiger ist bis heute neben Bernie Parent, Wayne Gretzky und Mario Lemieux der einzige Spieler, dem dies gelang. Lediglich Torhüter Patrick Roy gewann den Pokal noch ein drittes Mal. Während der Saison merkte Orr, dass sich der Zustand seines linken Knies immer mehr verschlechterte und dass er nicht mehr viele Jahre spielen können würde.

#### Letzte Jahre in Boston
Einen großen Umbruch bei den Bruins gab es in der Spielzeit 1972/73. Vor Saisonbeginn wurde der Cheftrainer Harry Sinden zum General Manager ernannt, sein Nachfolger wurde Tom Johnson. Die Spieler Gerry Cheevers, Derek Sanderson und John McKenzie verließen den Verein, um fortan in der neu gegründeten World Hockey Association zu spielen. Der neue Trainer Tom Johnson wurde nach 59 Spielen entlassen und durch Bep Guidolin ersetzt, der Bobby Orr bereits in Oshawa trainiert hatte. Darüber hinaus wechselte auch der Besitzer der Bruins. Das Saison-Aus ereilte den Titelverteidiger in der ersten Runde der Play-offs, als die Bruins die Best-of-Seven-Serie gegen die New York Rangers mit 4:1 verloren.
In der Saison 1973/74 qualifizierten sich die Bruins erneut als Erstplatzierter für die Play-offs. Bobby Orr erzielte am 15. November 1973 bei einem Spiel gegen New York drei Tore und vier Assists, was einen neuen Punkterekord für Verteidiger in einem einzelnen Spiel bedeutete. In den Play-offs 1974 erreichten die Bruins nach Siegen über Toronto und Chicago zum dritten Mal in fünf Jahren das Stanley-Cup-Finale, in denen sie auf die Philadelphia Flyers trafen. Die Flyers bezwangen Boston nach sechs Spielen mit 4:2 Siegen und sicherten sich ihren ersten Stanley Cup. In der darauf folgenden Saison erzielte Orr 46 Tore und insgesamt 135 Punkte, wofür er mit seiner zweiten Art Ross Trophy für den erfolgreichsten Scorer ausgezeichnet wurde. Boston erreichte die Play-offs, die Mannschaft schied jedoch in der ersten Runde gegen die Chicago Black Hawks aus.

### Wechsel nach Chicago (1976–1978)
Die NHL-Saison 1975/76 sollte Bobby Orrs letzte als Spieler für die Boston Bruins werden. Der Vertrag des Abwehrspielers lief zum Saisonende aus und die Vertragsverhandlungen zwischen den Bruins, Orr und seinem Agenten Alan Eagleson gestalteten sich schwierig, da der Versicherer der Bruins Orr auf Grund seiner Knieprobleme nicht weiter versichern wollte. Zudem würde Orr nach Einschätzung der Ärzte nach einer weiteren Operation im September 1975 wohl nicht mehr lange spielen können. Orr kehrte am 8. November 1975 zur Mannschaft zurück und absolvierte noch zehn Spiele für Boston, bevor er sich nach anhaltenden Beschwerden einer weiteren Operation am linken Knie unterziehen musste. Anschließend kehrte er in seine Heimat Parry Sound zurück, die Spielzeit 1975/76 war für Orr nach nur zehn Spielen vorbei. Da der Verteidiger zum Saisonende ein vertragsloser Spieler, ein so genannter Free Agent, werden würde, kamen Wechselspekulationen auf. Die Bruins wollten Orr aber trotz seiner Verletzungen bis zu seinem Karriereende halten.
Das Franchise unterbreitete Orr via Alan Eagleson mehrere Angebote, die neben dem Gehalt auch die Übernahme eines Aktienanteils von 18,5 % der Bruins nach seinem Karriereende vorsahen. Bobby Orr bekam diese Angebote jedoch nie zu sehen, da Eagleson sie nicht mit ihm besprach. Er hatte daher den Eindruck, dass der Verein ihn nicht halten wollte. Orr und Eagleson einigten sich auf die Chicago Black Hawks oder die St. Louis Blues als potentielle neue Vereine. Den von den Black Hawks angebotenen Fünfjahresvertrag mit einer garantierten Gage von 3 Millionen US-Dollar unterschrieb Bobby Orr am 8. Juni 1976. Der damalige Cheftrainer der Bruins, Don Cherry, resümierte später, dass der Hauptgrund für den Wechsel das blinde Vertrauen Orrs Eagleson gegenüber gewesen sei. Orr habe es strikt abgelehnt, mit dem Präsidenten der Bruins zu sprechen, da er befürchtete, dieser könne einen Keil zwischen ihm und Eagleson treiben. Dadurch erhielt Eagleson genügend Spielraum, um Bostons Angebote für eine Vertragsverlängerung Orr gegenüber falsch darzustellen oder ganz zu verschweigen.
Nach dem Wechsel spielte der Verteidiger beim Canada Cup 1976 zum ersten und einzigen Mal für die Kanadische Nationalmannschaft. Orrs gute Leistungen bei diesem Turnier stimmte die Black Hawks euphorisch, anschließend beschränkten allerdings Verletzungen seine Einsatzzeiten während der NHL-Saison 1976/77. Nach zwölf Spielen in dieser Saison musste sich Orr einer erneuten Behandlung unterziehen, in der Knochensplitter aus dem linken Knie herausgespült wurden. Nach seiner Rückkehr im Januar 1977 absolvierte Bobby Orr noch weitere acht Spiele, bevor er sich entschloss, für den Rest der Spielzeit zu pausieren. Während seiner gesamten Zeit in Chicago weigerte sich Orr, Gehaltsschecks der Black Hawks einzulösen, bereits überwiesene Beträge schickte er zurück.

### International
Nachdem Bobby Orr zwar für die Summit Series 1972 nominiert worden war, auf Grund einer Knieverletzung jedoch nicht hatte teilnehmen können, erhielt er 1976, trotz seiner Probleme mit dem linken Knie, von seinem neuen Team Chicago Black Hawks die Freigabe, mit der kanadischen Eishockeynationalmannschaft am Canada Cup teilzunehmen. Alan Eagleson bezeichnete diese Entscheidung später als wenig durchdacht und führte das vorzeitige Karriereende Orrs auf die Teilnahme an diesem Turnier zurück. Orr selbst hingegen sagte später, dass er schon vor dem Turnier gewusst hatte, dass er nicht mehr lange spielen können würde und dass er seine Entscheidung, daran teilzunehmen, nicht bereue. Die Kanadier gewannen beim Canada Cup die Goldmedaille, und Orr war zusammen mit Denis Potvin mit neun Punkten in sieben Spielen erfolgreichster Scorer der Kanadier. Darüber hinaus wurde er in das All-Star-Team des Wettbewerbs nominiert und zum wertvollsten Spieler des Turniers ernannt. Teamkollege Bobby Clarke sagte, Orr habe während des Canada Cups am Morgen und nachmittags kaum laufen können, am Abend sei er aber trotzdem bei jedem Spiel der beste Spieler eines Teams voller Superstars, der beste Spieler des Turniers gewesen. Mitspieler Darryl Sittler ergänzte, Orr sei auf einem Bein besser als alle anderen auf beiden. Bobby Orr selbst bezeichnete den Gewinn des Canada Cups als seinen persönlichen Karriere-Höhepunkt, der für ihn mehr zähle als die beiden Stanley-Cup-Erfolge mit den Boston Bruins.

### Karriereende
Nach einer weiteren Operation im Sommer 1977 rieten ihm die Ärzte, ein Jahr mit dem Eishockey auszusetzen, um seine Knie zu schonen. Die Mediziner beschrieben den Zustand seinen linken Knies nach den zahlreichen Verletzungen und Operationen so, dass die Knochen aneinander reiben würden. Orr hielt sich an diese Empfehlung in der Hoffnung, dass sich sein Knie komplett erholen würde. Im Sommer 1978 feierte Bobby Orr sein Comeback, obwohl er trotz der Pause noch immer Probleme mit dem Gehen und Schlittschuhlaufen hatte. Nach nur sechs Spielen in der Saison 1978/79 kam der Verteidiger zu der Einsicht, dass er nicht mehr spielen kann. Bobby Orr gab am 8. November 1978 unter Tränen sein Karriereende bekannt. Zum Zeitpunkt seines Rücktritts lag Orr auf dem ersten Platz für die jemals am meisten erzielten Tore, Torvorlagen und Punkte eines Verteidigers. Bis heute haben nur drei Spieler einen besseren Punkteschnitt pro NHL-Spiel: Wayne Gretzky, Mario Lemieux und Mike Bossy, allesamt Stürmer.
Das Eishockeyidol und Hockey-Hall-of-Fame-Mitglied Gordie Howe bezeichnete Bobby Orrs Rücktritt als den größten Schicksalsschlag, den die National Hockey League je erlitten hat. Am 9. Januar 1979 sperrten die Boston Bruins seine Rückennummer 4, sie wird seitdem an keinen anderen Spieler der Bruins mehr vergeben. Die Hockey Hall of Fame verzichtete auf die sonst übliche Wartezeit von mindestens drei Jahren und nahm Bobby Orr bereits am 12. September 1979 auf. Bis heute ist er mit 31 Jahren der jüngste Spieler, der jemals in die Ruhmeshalle aufgenommen wurde.

## Karrierestatistik

### International
Vertrat Kanada bei:
- Summit Series 1972
- Canada Cup 1976

(Legende zur Spielerstatistik: Sp oder GP = absolvierte Spiele; T oder G = erzielte Tore; V oder A = erzielte Assists; Pkt oder Pts = erzielte Scorerpunkte; SM oder PIM = erhaltene Strafminuten; +/− = Plus/Minus-Bilanz; PP = erzielte Überzahltore; SH = erzielte Unterzahltore; GW = erzielte Siegtore; 1 Play-downs/Relegation; Kursiv: Statistik nicht vollständig)

## Nach der Karriere

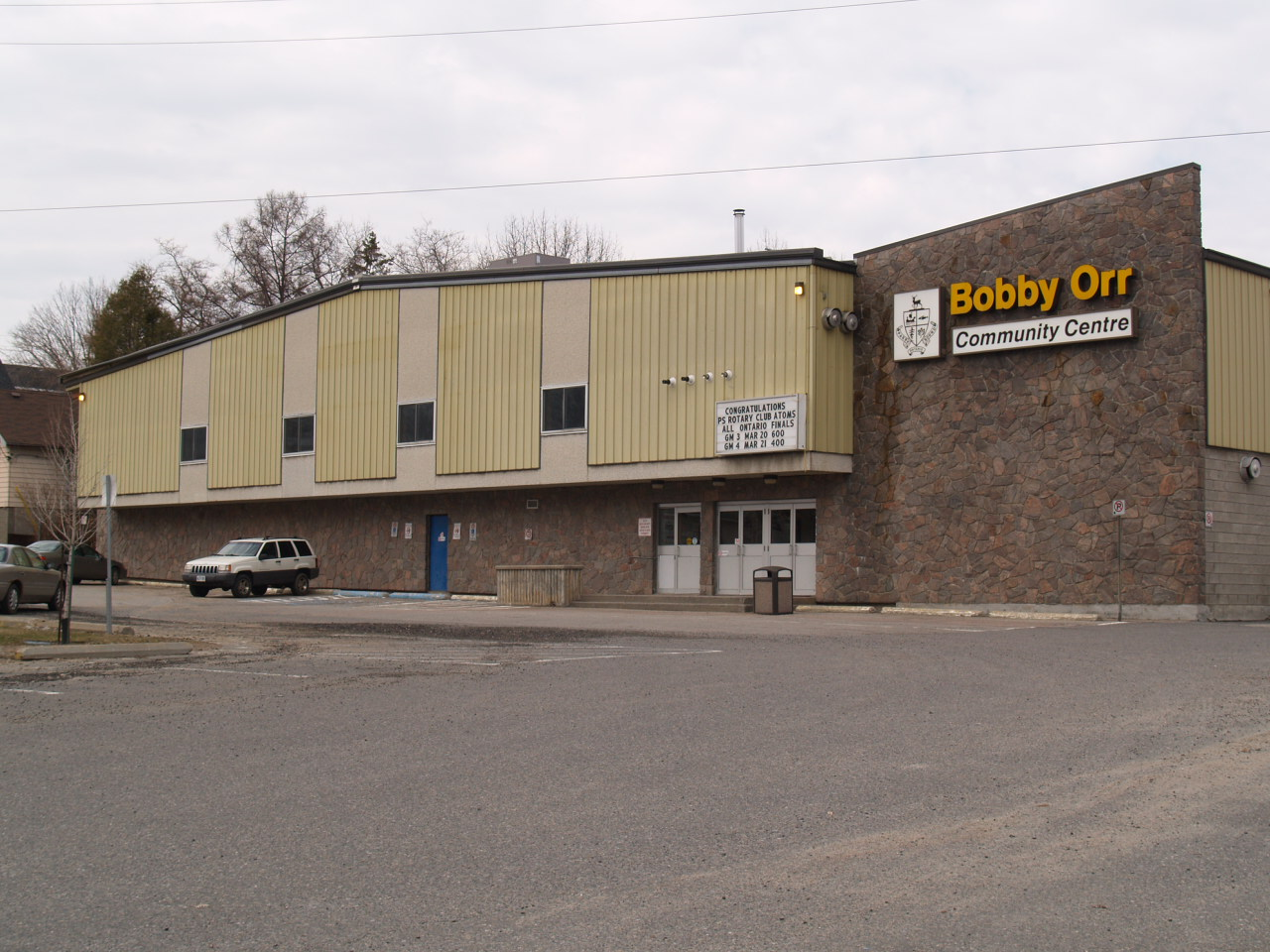
Bobby Orr Community Centre in Parry Sound

Nach seinem Karriereende als Spieler arbeitete Orr noch kurz für die Chicago Black Hawks als Assistenztrainer sowie für die National Hockey League und die Hartford Whalers als Berater. Einige Zeit später offenbarte ein unabhängiger Steuerberater Orr gegenüber, dass seine Ausgaben seine Einnahmen überstiegen und dass er im Wesentlichen bankrott war, obwohl er einer der bestbezahlten Spieler der National Hockey League gewesen war. Darüber hinaus wurden seine Steuerzahlungen unter Beobachtung genommen, da Alan Eagleson eine Kapitalgesellschaft beauftragte, Orrs Einkommen zu beziehen und ihm sein Gehalt auszuzahlen. Dieses Abkommen wurde jedoch von den amerikanischen und kanadischen Steuerbehörden für nicht rechtens erklärt. Im Juli 1980 waren seine Ausgaben rund 13.000 US-Dollar höher als seine Einnahmen. Eagleson, der einst sagte, Orr hätte für ein Leben lang ausgesorgt, kritisierte, Orr hätte über seine Verhältnisse gelebt und seine Investitionsratschläge ignoriert. Orr brach schließlich sämtliche Beziehungen mit Eagleson im April 1980 ab. Nach einer gerichtlichen Einigung willigte Eagleson ein, Aktiva von Orr im Wert von 650.000 US-Dollar zu kaufen. Nachdem die Black Hawks das in Bobby Orrs Spielervertrag zugesicherte Gehalt nicht bezahlten, zog er gegen seinen ehemaligen Verein vor Gericht. 1983 verurteilte das Gericht die Chicago Black Hawks zu einer Zahlung von 450.000 US-Dollar, ein Drittel von Orrs ausstehendem Gehalt. Von diesem Geld bezahlte Orr 200.000 US-Dollar für Steuern und Gerichtskosten.
Orr spielte später eine Rolle bei der Veröffentlichung von Alan Eaglesons über die Jahre begangenen Verfehlungen. Neben der Vorenthaltung und Irreführung von Vertragsangeboten nutzte Eagleson in seiner Funktion als Vorstandsmitglied der Spielergewerkschaft National Hockey League Players’ Association (NHLPA) Kapitalmittel der Gewerkschaft, um sich selbst zu bereichern. Alan Eagleson bekannte sich schuldig und wurde 1998 wegen Betrug, Veruntreuung und krimineller Geschäfte zu 18 Monaten Gefängnis verurteilt. Nach dem Schuldspruch forderten Orr und 18 weitere Spieler die Hockey Hall of Fame auf, Eagleson aus der Ruhmeshalle zu entfernen, andererseits würden sie aus Protest aus der Hall of Fame austreten. Eagleson kam dem jedoch zuvor und trat aus freiem Willen aus der Hall of Fame aus.

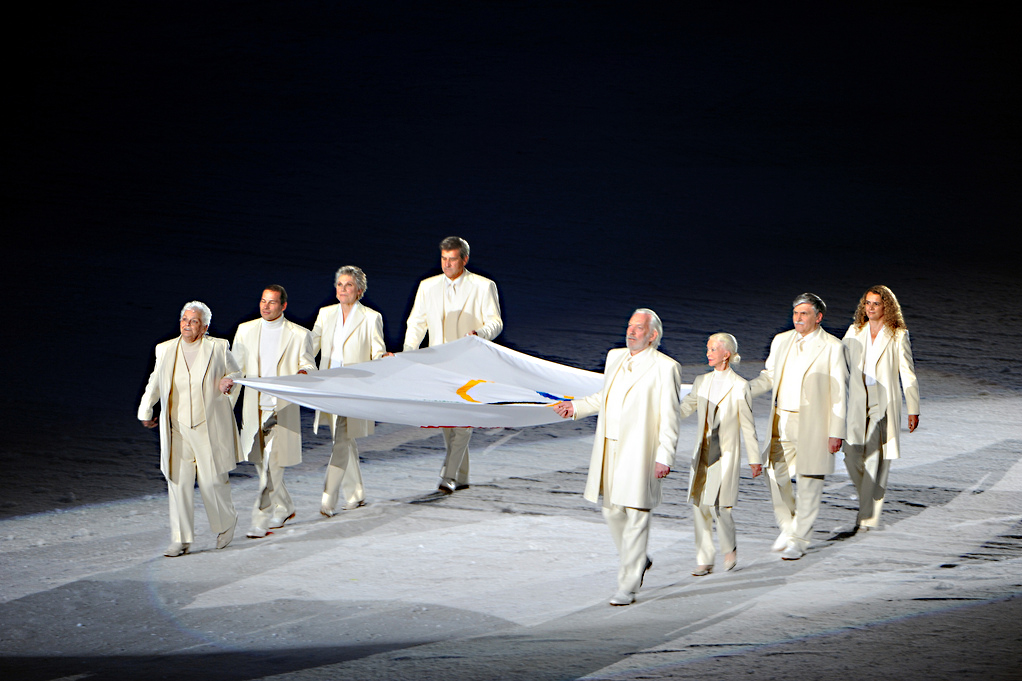
Bobby Orr (4. v.l.) bei der Eröffnungszeremonie der Olympischen Winterspiele 2010

1979 wurde Bobby Orr zum Offizier des Order of Canada ernannt. In Parry Sound wurde die Bobby Orr Hall of Fame errichtet und das örtliche Gemeindezentrum nach ihm benannt. Auf Canada’s Walk of Fame trägt ein Stern seinen Namen. Bei der Eröffnungszeremonie der Olympischen Winterspiele 2010 war Orr einer von acht kanadischen Persönlichkeiten, die die olympische Flagge in das Stadion trugen.
1996 kaufte Orr unter Mithilfe von Investoren eine Agentur auf, die die finanziellen Interessen von Eishockeyspielern vertritt. Um eigene Interessenkonflikte zu vermeiden, verkaufte Orr seine erworbenen Anteile an der Eishockeymannschaft Lowell Lock Monsters und beendete ein Sponsoring mit einer Kreditkartenfirma, die in Kooperation mit der NHLPA stand. Bobby Orr wurde beglaubigter Spieleragent, verhandelte jedoch nie direkt mit Eishockeyteams. Spieleragent Rick Curran fusionierte im Jahr 2000 mit Orr und im Februar 2002 gründeten sie zusammen mit Paul Krepelka die The Orr Hockey Group. Das Unternehmen repräsentiert heute NHL-Spieler wie Jason Spezza, Eric Staal und Tomáš Kaberle.

## Spielstil

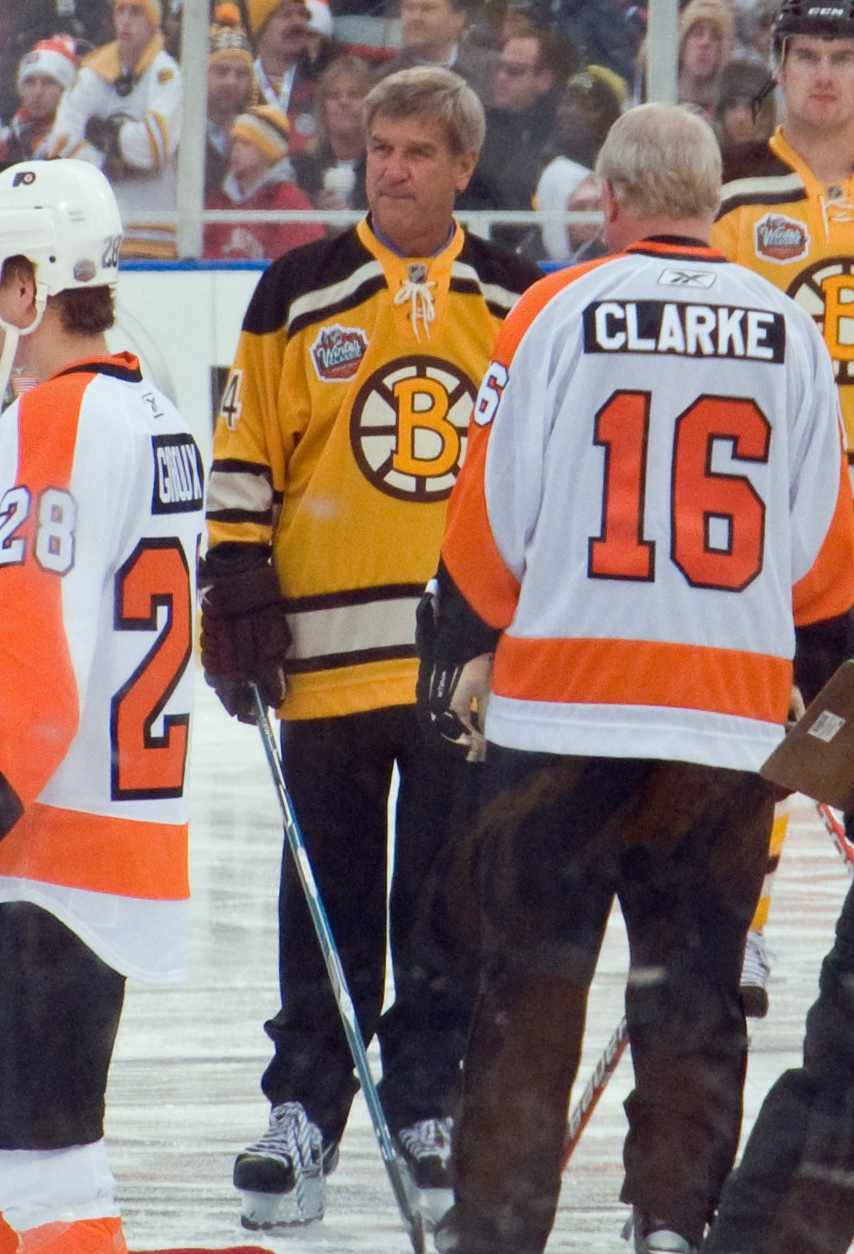
Orr beim NHL Winter Classic 2010

Bobby Orr gilt als einer der besten Spieler aller Zeiten. Er inspirierte den Eishockeysport mit seinem herausragenden Zwei-Wege-Spiel, als Abwehrspieler auch in der Offensive für Gefahr zu sorgen. Orr revolutionierte das offensive Spiel von Verteidigern. Vor ihm gab es keinen Abwehrspieler, der mit dem Puck von Tor zu Tor durch die gegnerische Verteidigung gelaufen ist und dabei entweder selbst den Torabschluss suchte, oder seine Mitspieler mit genauen Zuspielen in Aktion brachte. Vor Orrs Eintritt in die National Hockey League 1966 erzielte mehr als zwei Jahrzehnte kein Verteidiger mehr als 20 Tore in einer Spielzeit. Orr gelang dies zwischen 1969 und 1975 sieben Mal in Folge; dabei erzielte er fünf Mal mehr als dreißig und 1974/75 46 Treffer. Orr ebnete den Weg für viele weitere Abwehrspieler, die seine Art zu spielen imitierten. Seine Beschleunigung und Endgeschwindigkeit, sowie seine Art, sich auf dem Eis zu bewegen, begeisterte die Fans ligaweit. Bei Auswärtsspielen der Boston Bruins war die Spielstätte der Heimmannschaft in der Regel ausverkauft. Orrs langjähriger Mannschaftskamerad Phil Esposito beschreibt ihn als einen sehr schnellen Spieler, der seine Geschwindigkeit besonders bei gegnerischen Überzahlangriffen zu seinem Vorteil ausnutzte. Ken Dryden, ehemaliger Torwart der Montréal Canadiens, sagte, Orr beflügelte seine Mitspieler, indem er sie in seine Offensivaktionen mit einbezog.
Orrs Spielstil beanspruchte vor allem sein linkes Knie, das laut eigener Aussage 13 oder 14 Mal operiert wurde. Orr war Linksschütze, der meist als rechter Verteidiger eingesetzt wurde. Bei seinen Offensivaktionen entlang des rechten Flügels schirmte er den Puck mit seinem linken Arm und Knie vor gegnerischen Spielern ab, wodurch sein linkes Knie vor gegnerischen Bodychecks ungeschützt war. Auch kollidierte er dadurch oft mit dem linken Knie voran mit Torhütern, dem Tor sowie der Spielfeldbegrenzung hinter dem gegnerischen Tor, wodurch es zusätzlicher Belastung ausgesetzt war. Sein rechtes Knie blieb im Verlauf seiner Karriere nahezu unverletzt. Nach seinem Karriereende ließ sich Orr zwei Knieprothesen implantieren, wodurch er keine Schmerzen mehr hat.
Don Cherry, ehemaliger Trainer Orrs bei den Boston Bruins, erinnerte auch an Orrs negative Seite. Bei einer Niederlage der Bruins gegen die Los Angeles Kings hatte Orr sich kurz vor Ende des Spiels einwechseln lassen, nur um einen Gegenspieler zu attackieren. Auf die Frage von Cherry nach dem „Warum“ antwortete Orr, der Spieler habe sein Team ausgelacht. Bobby Orr war auf dem Eis auch oft in Faustkämpfe verwickelt. Bei einer Partie der Bruins gegen die Toronto Maple Leafs 1967 wurde Orr vom Schläger von Torontos Brian Conacher im Gesicht getroffen und verletzt. Bobbys Teamkollege John McKenzie attackierte Conacher daraufhin. Orr, der eine Schnittwunde erlitt und blutete, befreite Conacher von McKenzie nur um selber Conacher zu schlagen. Seit diesem Tag wurde Orr jedes Mal, wenn er mit den Bruins in Toronto spielte, von den Torontoer Fans ausgebuht.

## Persönlichkeit und Privates
Während seiner Zeit in Boston war Orr der gefragteste Spieler für Interviews. Er zog es aber meistens vor, im Umkleideraum zu bleiben. Von seinen Weggefährten wurde er als zurückgezogen beschrieben, als jemand, der die Aufmerksamkeit eher auf seine Mitspieler lenken wollte, weshalb es auch bis heute keine von ihm autorisierte Biografie gibt. Terry O’Reilly beschreibt Orr als einen sehr schüchternen Menschen und Nate Greenberg, PR-Beauftragter der Boston Bruins, sagte, einer seiner schwierigsten Aufgaben war es, Orr aus der Umkleidekabine zu holen, damit er mit der Presse reden konnte. Der Grund, warum er es nicht immer freiwillig tat, war, dass er seinen Mitspielern angemessenes Lob zukommen lassen wollte, wohingegen alle anderen wollten, dass er das Lob bekommen sollte.
Orr verhält sich sehr loyal zu früheren Bostoner Mannschaftskameraden. Als sein Mitspieler Derek Sanderson auf Grund einer Alkoholkrankheit und Medikamentenmissbrauchs kein Geld mehr hatte, bezahlte Orr seine medizinische Rehabilitation, auch nachdem Sanderson mehrmals rückfällig geworden war. Jahrzehnte später wurden Orr und Sanderson Geschäftspartner und gründeten ein Unternehmen, welches die finanziellen Geschäfte von Eishockeyspielern verwaltet. Ebenso half Orr John Forristall, mit dem er zu Beginn seiner Karriere als Junggeselle eine Wohnung teilte, und der 1994 von den Tampa Bay Lightning wegen Alkoholismus entlassen worden war. Forristall kehrte arbeitslos nach Boston zurück, kurze Zeit später wurde bei ihm ein Hirntumor diagnostiziert. Bobby nahm ihn ein Jahr lang bei sich zu Hause auf, bevor Forristall 1995 an seiner Erkrankung starb. Bobby Orr war einer der Sargträger bei Forristalls Beerdigung.
Bobby Orrs Ehefrau Louise stammt aus Detroit und arbeitete als Sprachtherapeutin in Fort Lauderdale, wo sie sich während eines Urlaubs Orrs zum ersten Mal begegneten. Sie verlobten sich Weihnachten 1972 und heirateten im September 1973 bei einer privaten Zeremonie in Orrs Heimatstadt Parry Sound. Zusammen haben sie zwei Söhne, Darren und Brent. Darren arbeitet als Spieleragent bei der Orr Hockey Group. Orrs Mutter Arva starb im Jahr 2000 an Krebs, sein Vater Doug 2007. Seit 2009 ist Orr Großvater, ein zweiter Enkel wurde 2011 geboren.
Seit seiner Kindheit ist Orr leidenschaftlicher Angler, darüber hinaus hat er ein Talent, Puzzles schnell zusammenzusetzen. Auch sein Modegeschmack wird positiv erwähnt. Als er zu Beginn seiner Karriere mit seinem Teamkollegen Forristall eine Wohnung teilte, achtete er darauf, das Appartement sauber zu halten, nicht zu rauchen, zu trinken oder zu später Stunde durch Nachtclubs zu ziehen. Orr strebte stets ein sauberes Image an.

## Erfolge, Auszeichnungen und Rekorde

### Ontario Hockey Association
| - 1963 OHA Second All-Star-Team - 1964 OHA First All-Star-Team - 1965 OHA First All-Star-Team | - 1966 OHA First All-Star-Team - 1966 J.-Ross-Robertson-Cup-Gewinn mit den Oshawa Generals |

### National Hockey League
| - 1967 NHL Second All-Star-Team - 1967 Calder Memorial Trophy - 1968 Teilnahme am NHL All-Star-Game - 1968 NHL First All-Star-Team - 1968 James Norris Memorial Trophy - 1969 Teilnahme am NHL All-Star-Game - 1969 NHL First All-Star-Team - 1969 James Norris Memorial Trophy - 1969 Plus/Minus-Führender - 1970 Teilnahme am NHL All-Star-Game - 1970 NHL First All-Star-Team - 1970 Plus/Minus-Führender - 1970 Stanley-Cup-Gewinn mit den Boston Bruins - 1970 Art Ross Trophy - 1970 Conn Smythe Trophy - 1970 Hart Memorial Trophy - 1970 James Norris Memorial Trophy - 1971 Teilnahme am NHL All-Star-Game - 1971 NHL First All-Star-Team - 1971 Plus/Minus-Führender - 1971 Hart Memorial Trophy - 1971 James Norris Memorial Trophy | - 1971 Charlie Conacher Humanitarian Award (gemeinsam mit Jean Béliveau) - 1972 Teilnahme am NHL All-Star-Game - 1972 Wertvollster Spieler des All-Star-Game - 1972 NHL First All-Star-Team - 1972 Plus/Minus-Führender - 1972 Stanley-Cup-Gewinn mit den Boston Bruins - 1972 Conn Smythe Trophy - 1972 Hart Memorial Trophy - 1972 James Norris Memorial Trophy - 1973 Teilnahme am NHL All-Star-Game - 1973 NHL First All-Star-Team - 1973 James Norris Memorial Trophy - 1974 Teilnahme am NHL All-Star-Game - 1974 NHL First All-Star-Team - 1974 Plus/Minus-Führender - 1974 James Norris Memorial Trophy - 1975 Teilnahme am NHL All-Star-Game - 1975 NHL First All-Star-Team - 1975 Plus/Minus-Führender - 1975 Art Ross Trophy - 1975 James Norris Memorial Trophy - 1975 Lester B. Pearson Award |

### International
- 1976 Goldmedaille beim Canada Cup
- 1976 Canada Cup All-Star-Team
- 1976 Wertvollster Spieler des Canada Cups

### Sonstiges
| - 1970 Sports Illustrated Sportler des Jahres - 1970 Lou Marsh Trophy - 1975 Auszeichnung als Bostons bester Sportler aller Zeiten - 1979 Lester Patrick Trophy | - 1979 Aufnahme in die Hockey Hall of Fame - 1979 Ernennung zum Officer des Order of Canada - 1982 Aufnahme in Canadas Sports Hall of Fame - 2012 Queen Elizabeth II Diamond Jubilee Medal |

### Rekorde
Bis heute nicht übertroffene National-Hockey-League-Rekorde:
| - Meiste Scorerpunkte eines Verteidigers in einer Saison: 139 (1971) - Meiste Torvorlagen eines Verteidigers in einer Saison: 102 (1971) - Höchste Plus/Minus-Wertung aller Spieler in einer Saison: +124 (1971) - Meiste Torvorlagen eines Verteidigers in einem Spiel: 6 (1973, zusammen mit Pratt, Stapleton, Stackhouse, Coffey und Suter) | - Gewinner der James Norris Memorial Trophy: 8 (in Folge, 1968–1975) - Einziger Verteidiger, der die Art Ross Trophy gewann (1970, 1975) - Plus/Minus-Führender: 6 (1969, 1970, 1971, 1972, 1974, 1975) |